# 利奇菲爾德 (堪薩斯州)
利奇菲爾德（英語：Litchfield）為美國堪薩斯州克勞福德縣的非建制地區。

## 歷史
此社區的郵政局於1878年1月31日開設（原稱埃德溫，於1881年5月9日更名為現名），期間持續營運直到1903年7月15日終止。
利奇菲爾德在歷史上以這裡的煤礦產業較為知名。1880年代期間，此社區境內至少有9座礦坑。